# Elbursmeise
Die Elbursmeise (Poecile hyrcanus), früher auch Irantrauermeise oder Bergmeise genannt, ist eine Singvogelart aus der Familie der Meisen (Paridae). Ihr deutscher Trivialname ist an das Elburs-Gebirge im Norden des Irans und ihr Artname an die Hyrkanischen Wälder angelehnt.

## Beschreibung
Die Elbursmeise ist eine kleine und unauffällige Meisenart. Sie wird 12,5 bis 14 cm groß und ist etwas kleiner als die Balkanmeise (Poecile lugubris). Neben einem kräftigen, grauen Schnabel hat sie eine dunkele graubraune oder kastanienbraune Kopfkappe die über Stirn und Scheitel reicht. Dazu kontrastieren die weißen Wangen und Ohrdecken. Das Kinn und die Kehlmitte sind schwarz bis rußfarbig gefärbt und enden am unteren Rand undeutlich und verschwommen am hellen Hals. Der Rücken ist grau gefärbt und verblasst im Bereich der Schwingen. Die Unterseite ist schmutzigweiß bis grau- oder gelbbraun mit rosafarbenen Flanken. Die Beine sind kurz und grau bis dunkelgrau gefärbt. Jungvögel sind an der matt rußschwarzen Kappe, dem braunschwarzen Kehlfleck, der graueren Oberseite und der kaum beige getönten Unterseite erkenntlich. Ihr adultes Gewicht beträgt zwischen 18 und 20 g.

### Ähnliche Arten
Eine ähnliche Art ist neben der Balkanmeise, die Weidenmeise (Poecile montanus). Beide Meisenarten kommen jedoch nicht im Lebensraum der Elbursmeise vor. Früher wurde sie als Unterart der Balkanmeise angesehen. Untersuchungen zu den unterschiedlichen Arten der Meisen (Paridae) ergaben Unterschiede in der Morphologie, der Genetik und Stimme der Elbursmeise.

## Verbreitung
Das Verbreitungsgebiet der Elbursmeise erstreckt sich vom Talysch-Gebirge im Südosten von Aserbaidschan, ostwärts am Südufer des Kaspischen Meeres und vollständig im Elburs-Gebirge. Die östliche Verbreitungsgrenze stellen die östlichen Ausläufer des Elburs-Gebirges im Norden des Iran und der Golestan-Nationalpark dar.

## Lebensraum und Lebensweise
Die Elbursmeise bevorzugt Ebenen und niedrige Gebirgslagen mit Laubwäldern und anstehenden Felsen aus felsigen Kalksteinhügeln. Als Ersatzlebensraum werden von Menschen angelegte Gärten und Parkanlagen angenommen. Sie besiedelt Lebensräume in Höhenlagen von 400 bis 2.000 m. Als Nahrung erbeutet sie Insekten und sucht auf Bäumen nach Larven und Blattläusen. Gelegentlich werden Pflanzensamen gefressen.

## Fortpflanzung
Die Brutsaison der Elbursmeise beginnt im Frühjahr und es wird ein Nest in Baumhöhlen aus Pflanzenmaterial, Federn und Wolle errichtet. Gelegentlich wird es zwischen Felsen und an Böschungen oder in geeigneten Nistkästen errichtet. Das Gelege besteht aus 5 bis 7 weißen, elliptischen und leicht glänzenden Eiern mit kleinen rotbraunen Flecken und Sprenkeln. Die Küken sind Nesthocker und besitzen einen grauweißen Flaum. Die Elbursmeise erreicht ein Alter von 4 bis 5 Jahren in ihrem natürlichen Lebensraum.

## Stimme und Gesang
Die Elbursmeise ist eine eher stille und unauffällige Meisenart. Ihre Rufe sind ein leises „tsi“ oder „tsit“. Bei Gefahr wird ein wiederholtes, abruptes, nasales „chev-chev“ wiedergegeben. Der Gesang besteht aus einem klaren „tiu-tiu-tiu-tiu-tiu“ oder einem leicht angepassten „ziuw-ziuw-ziuw-su“.

## Gefährdung
Von der Weltnaturschutzunion IUCN wird die Elbursmeise in der Roten Liste gefährdeter Arten geführt. Sie hat ein sehr großes Verbreitungsgebiet, eine hohe Populationsgröße und erreicht nicht die Gefährdungsschwellenwerte gemäß den Kriterien für das Verbreitungsgebiet oder die Populationsgröße. Ihre Populationsentwicklung ist unbekannt und es wird angenommen, dass die Population nicht schnell genug abnimmt, um die Gefährdungsschwellenwerte zu erreichen. Aus diesen Gründen wurde die Elbursmeise als nicht gefährdet  (Least Concern) eingestuft.